# 翁达勒塔海滩

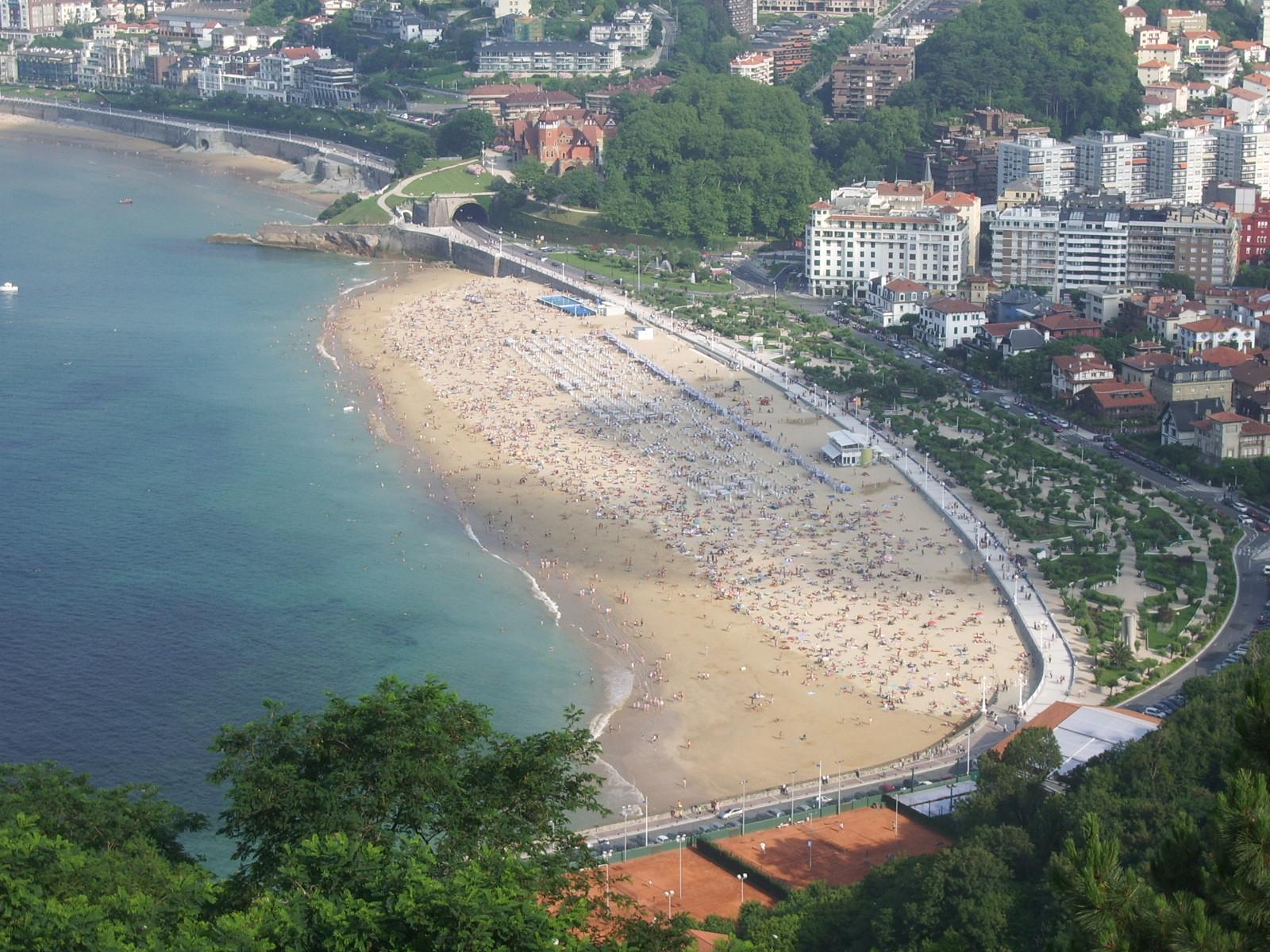

翁达勒塔海滩（playa de Ondarreta）是西班牙圣塞瓦斯蒂安的一个城市海滩，为金色沙滩，位于贝壳湾（bahía de La Concha）。 
翁达勒塔海滩是圣塞瓦斯蒂安最西端的海滩，也是较短的海滩，长度600米，不到贝壳海滩（playa de La Concha）长度的一半，但是它的平均宽度为100米，比贝壳海滩的平均宽度要大，由于其地理位置，它不太容易受到潮汐变化的影响。它的平均面积（60000平方米）比贝壳海滩大6000平方米。
翁达勒塔海滩的使用量与贝壳海滩同样大，但这里更年轻、更随意。在苏里奥拉海滩（Playa de La Zurriola）进行彻底改革之前，人们经常去冲浪，但现在冲浪已经完全转移到了后者。海滩有更衣室、淋浴和公共浴室，还有一家咖啡馆。
与海滩毗邻的翁达勒塔散步道（Paseo de Ondarreta）有几段著名的贝壳栏杆，而其他部分则向海滩敞开，它们之间的高度差只有几米。沿路有几个花园，里面有一座20世纪初的玛丽亚·克里斯蒂娜王后雕塑。这些建筑都是低层的独立别墅，外墙很矮。

## 参考文獻

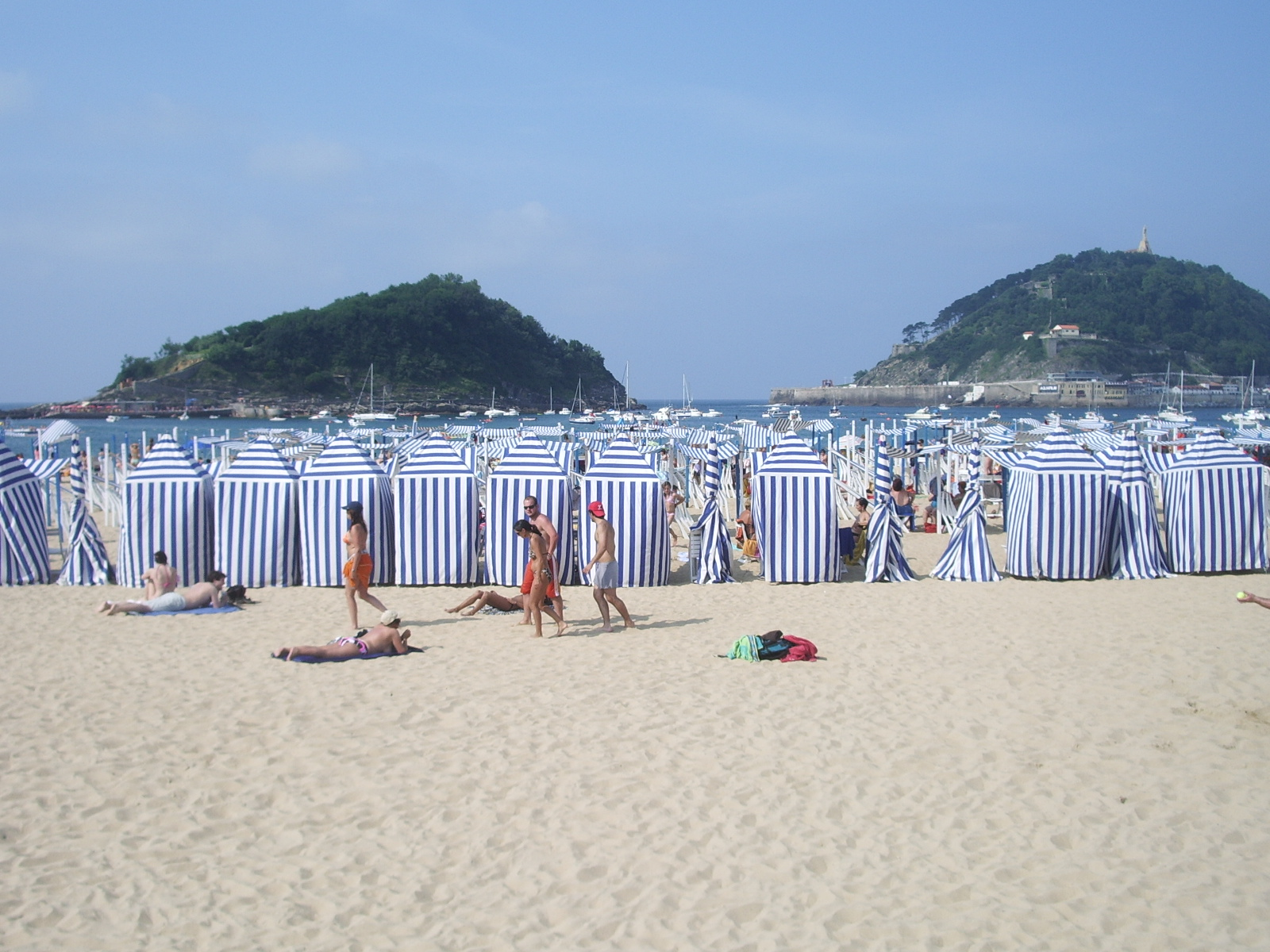
翁达勒塔海滩